# Ringo, il volto della vendetta
Ringo, il volto della vendetta (Los cuatro salvajes) è un film del genere western all'italiana del 1966 e diretto da Mario Caiano.

## Trama
Due avventurieri, Ringo e Tim, salvano la vita a Fidel, e scoprono che questi ha la mappa di un tesoro tatuata sulla schiena. Ma il resto delle indicazioni sono in mano allo sceriffo.

## Riprese
Il film fu girato in Almería.